# スーパーマリオブラザーズ2

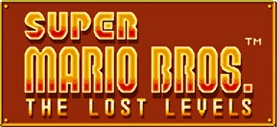
海外版のロゴ

『スーパーマリオブラザーズ2』（スーパーマリオブラザーズツー、SUPER MARIO BROS. 2）は、1986年6月3日に任天堂からファミリーコンピュータ ディスクシステム用として発売されたアクションゲーム。略称は「スーパーマリオ2」「スーマリ2」「マリオ2」「SMB2」等。
ディスクライターでの累計書き換え回数は第1位を記録している。
日本国外ではディスクシステムが発売されなかったうえ、その難易度の高さが受け入れられにくいとして本作も発売されず、代替続編として扱われたのが、『夢工場ドキドキパニック』のキャラクターをマリオファミリーに入れ替えたもので、これがSuper Mario Bros. 2のタイトルで発売され、日本では1992年9月14日に『スーパーマリオUSA』として発売された。
1993年には、日本では『スーパーマリオコレクション』の収録タイトルの一つとなり、日本国外ではスーパーマリオコレクションの日本国外版であるSuper Mario All-StarsにSUPER MARIO BROS.: The Lost Levels（スーパーマリオブラザーズ ザ・ロストレベルズ）の名称で収録された。

## ゲーム内容
前作『スーパーマリオブラザーズ』のマイナーチェンジバージョンで、基本的なルールやアクションはそのままに、コースの仕掛けや敵の配置を変更している。歴代スーパーマリオシリーズの中でも屈指の難易度で、当時はクリアをあきらめる人が続出した。パッケージには「FOR SUPER PLAYER'S」と表記されており、上級者向けに開発されたうえ、前作をやりこんだファンへの挑戦状ともいわれる。
ゲームのストーリーは1作目と同じであり、取扱説明書の記述やVC公式サイトなどでは難易度やステージ構成を変えたパラレルワールドという位置付けとなっている。ただし、一部1990年代の雑誌や攻略本などでは「前作からの直接的な続編」と記されており、「さらにパワーアップしたクッパがピーチをさらい、今回はルイージも共に戦う」などと書かれているものもある。

### 本作の特徴
前作と比べて、敵キャラや目的などは大きく変わってはいないが、前作で既に存在していた「クリアに必須ではない高等テクニック」の数々が本作では必須となったコースが多く、難易度は前作よりも大幅に高くなっている。難易度の上昇に伴い、前作より存在した裏技である無限増殖を随所で行えるステージ設計となっている。

### 選べるキャラクター
前作にあった2人で交互にプレイするモードが無くなり、本作では1人プレイ専用に変更された。その代わり、ゲームスタート時にマリオとルイージのどちらを使用するか選択できるようになった。マリオは前作とさほど変わらない標準的な操作感覚だが、ルイージは「マリオよりもジャンプ力（最大高度）が高いが、代わりにダッシュの加速および減速までの速度切り替えがマリオより遅い（このため初速がわずかに遅く、減速の際に非常に滑りやすい）」という癖のある操作感覚になっている。

### 追加要素
毒キノコ
前作にも登場した「スーパーキノコ」「ファイアフラワー」に加え、「毒キノコ」が登場。取ると敵にぶつかった時と同じくダメージを受ける。さらにダメージ直後の無敵時間（半透明になっている間）でも取るとミスとなる。敵キャラクターではなくアイテム扱いのため、踏み付けやファイアボールなどで倒すことはできない。触れるとダメージを受けた直後に消滅する。また、スターを取ったときの無敵時間で触れてもダメージを受けずに消滅する。また取ってもスコアは1点たりとも加算されず0点アイテムである。
またアイテム扱いのため、前作から継承されている「アイテムは画面内に1つまでで、2つ目を出すと前に出したアイテムは消滅」というシステムを利用すれば消滅させることが可能（出現させた毒キノコに触れる前に新たにスーパーキノコ（ファイアーフラワー）、スーパースター、1UPキノコのいずれかを出現させる）。
グラフィックはオリジナルではスーパーキノコの茶色と黒の色違いだが、ファミコンのカラー数の制限からか白や青の毒キノコが存在するなど場所によって見た目が変化する。SFC版では紫色で傘にドクロのマークが描かれるなど、違いが強調されている。
見た目が1UPキノコによく似ていることから間違って取ってしまいやすく、高難易度を誇る本作の中でも1、2を争う意地悪な仕掛けだったうえ、当時の取扱説明書にも毒キノコ(チャ・グレー)という名前が記載されていたほか、「毒キノコが出現して来た時は、食べないようにしてください」「1UPキノコと間違わないように」という警告文も書かれていた。
逆ワープゾーン
先のワールドへ行けるワープゾーンは健在だが、新たなトラップとして前のワールドに戻されてしまうワープゾーンも出現する。普通にクリアを目指す場合は遠回りとなってしまうが、原理的にはここを回り続ける限りは最終ステージに行かずに済むため、これを逆手に取ればカウンターストップを目指して得点を稼いだり、1-1などで残機を増やすことができる。
戻りたくない場合、3-1には左横に自滅用の穴が作られているが、8-1ではタイムアップを待って自滅するという手段しかない。
逆さ土管
5-1より登場する。中には逆さパックンフラワーが潜んでいる。基本的には入る事ができない。
低い土管
地面と同じ高さにある土管。歩行やダッシュで通り抜けられるがパックンフラワーが潜んでいることが多く、しかも本作のパックンフラワーは蹴飛ばしたノコノコでは倒せないため、追いかけダッシュをしている時にも注意が必要である。
スーパージャンプ台
緑色のジャンプ台。画面外にまで飛んでしばらく落ちてこないほどの高いジャンプが可能。7-3、C-3など主に足場の悪いステージに登場し、プレイヤーには見えないマリオ（ルイージ）を操作することが求められる。一定時間後に突然落下してくるため、その際の着地の制御がやや難しい。目安としてはコイン枚数表示の上からマリオが落下してくる。
追い風
嵐、突風、暴風などとも呼ばれる。5-1より、あらかじめ決められた区間で吹き始める強い風。発生中はスクロール方向へ流されるため操作が難しくなるが、スクロール方向へのジャンプの飛距離が高まる。
水面
本作では背景扱いとなっており泳ぐことができず、穴に落ちた時と同様にミスとなる。
敵キャラクターの追加

### 細かい変更点
敵を踏んだときのジャンプ力
敵を踏みつけたときの跳ね上がりが前作と比べて若干高くなり、敵を踏み台にして穴の向こう側へ渡るという技が可能となった。この技を（特にパタパタに）使わないと先へ進むことができないステージが数多く存在する。そのため、進む前にファイアボールで倒してしまうと先に進めずに穴などに転落する。
ブレーキ音
ダッシュ中、進行方向とは逆の十字キーを押した時にブレーキ音が入るようになった。
緑色のパタパタ
前作よりも跳ねるときの飛距離が若干長い。
コンティニュー
前作に続き、ゲームオーバーになったワールドの最初（x-1）からやり直すことができるコンティニュー機能が設定されている。前作では隠しコマンドだったが、本作ではゲームオーバー画面でコンティニューとリトライ（タイトル画面へ戻る）をカーソルで選択する形となった。
クッパ城及び水中面のザコ敵
前作では、最終面以外のクッパ城および水中面には特定の敵しか登場しなかったが、本作では様々なザコ敵が登場（水中のノコノコなど）するようになった。なお、水中の敵はファイアボール以外では倒せない。また、クッパ城にしか登場しなかったファイアバーが地上面や水中面にも登場するようになった。
水中面の水流
穴に近い所を通る際に、マリオを操作しなくても穴に吸い寄せられるようになっている箇所が存在する。これにより、前作よりも水中面での操作が難しくなっている。
ボーナスステージの仕掛け
前作では地下のボーナスステージにはコインがあるのみだったが、本作では落とし穴があったりパックンフラワー等の敵が出現する場合がある。
低空飛行ジュゲム
前作のジュゲムは画面上部に滞空していたが、本作の一部のステージでは画面中央の高さに滞空するジュゲムも登場する。
前進ハンマーブロス
前作のハンマーブロスは一定時間経過後に前進してきたが、本作の後半のワールドでは、最初から前進してくるブロスも登場する。
隠しパワーアップブロック
前作にも隠しコインブロックは存在したが、本作ではキノコやフラワーが出てくる隠しパワーアップブロックも存在する。なお、隠し毒キノコも存在する。
ポール越え処理
前作はゴールのポールを跳び越えることが予期されておらず、跳び越えて下手に進んでしまうと永久ループとなりタイムアップを待つことしかできない状況に置かれたが、本作では意図的に飛び越えられるステージもあり、進んだ先にワープゾーンがあるか、先に進めないように処理してある。
下降エレベーターリフトの仕様
今作では、下降するエレベーターリフトに乗ったまま穴に落ちた場合ミスにならず、また画面の上から落ちてくる仕様になった。
グラフィック
前作に比べて背景の絵など多少改良が施されている。スーパーキノコ・1UPキノコにも目が追加された。また、地上面や地下面の床の画像パターンが変更され、前作と比べて隠しブロックの位置の特定がしづらくなっている。ピーチ姫のグラフィックも変更されている。リフトもキノコの形をしている。（SFC版・GBC版では『1』と共通の画像。）
また、日中昼の面では背景の輝度が引き上げられ、『1』との風合いの差が生じている。
エンディング
エンディングが前作と異なる。メッセージ表示と残りタイム&残機の精算（後述）が行われた後に背景が明るくなり、7人のキノピオが出現し交互に点滅する演出となっている。また、前作のエンディング曲はAパートのみの曲だったが、本作ではA・Bパートの2部構成になった上で曲がループせず終了する（SFC版はクラシックバージョンでのA.Bパートの2部構成）。なお、「ファミコン サウンド ヒストリー シリーズ「マリオ ザ ミュージック」」では、エンディングのBGMだけ『1』と上記の様に異なるため、『2』からの唯一の収録BGMとして収録されている。
ループ面
前作でも城の面で所定のルートを通らないとループするステージは存在したが、本作では城の面以外でも所定の土管に入ったり、つるを登らないと先に進めずにループするステージが存在する。『2』では、3-4と6-4と8-4の城と5-3のアスレチック面と7-2の地上面と8-2の地上面がループになっている。

### 裏ワールド
このゲームには一定の条件を満たすことにより出現する隠しワールドが5つ存在している（GBC版には未収録）。
ワールド9
1-1から8-4までの全エリアを1つも欠かさずにクリアすると、エンディング後にメッセージが表示されてワールド9に突入する。8-4をクリアした際に残り人数が得点へ精算されているため、このワールドは残り人数が1（1ミスでゲームオーバーの状態）で開始する。前作でバグ技として話題となっていたワールド9を意識しており、地上マップの配置だが水中面となっていて泳ぎ回れたり、城マップにもかかわらず不可解なブロック配置だったりなど、通常のワールドにはないマップ構成となっている。このワールドは残り人数がなくなってゲームオーバーになるまでエンドレスで続き、ワールド9-4をクリアすると、9-1に戻されてゲームは続行する。
このワールドではコンティニューができないが、ゲームオーバー時にスタッフからのメッセージが表示される。ワールド9-4では、プレイヤーへの謝意と思われる「アリガトウ!」と読めるブロック配置がなされており、本作に登場する主要なザコ敵が順番に配置されている。また、ステージ4としては唯一ゴールにポールが立っている（城ステージでないためクッパは登場しないが、前の9-3では城のBGMの中で一切のザコキャラが登場せず、クッパのみが登場する）。
SFC版の場合、水中ステージは背景も通常の水中に変更されているため、不自然ではなくなっている。また、ワールド9終了後にワールドA-1に進むほか、残り人数の精算も行われず、ゲームオーバー時も他のワールドと同じようにコンティニュー可能。9-1開始時とゲームオーバー時のメッセージはない。また、ワールド9までのクリア状況もセーブされる（ただしワールド1〜8のワープゾーンを使用した状態でセーブすると、ワールド9が選択不可能になる）。
ワールドA〜D
8-4を合計8回以上クリアするとプレイ可能となる。8-4をクリアした回数がタイトル画面のロゴ上に★マークでカウントされ、8つ以上集めたうえでAボタンを押しながらゲームを開始することでA-1からのスタートとなる。SFC版では8-4を1回クリアするとこのステージが選択可能になる（ワープして8-4クリア後、あるいは1度もワープすることなく9-4をクリア後）。
なお、ファミコン版では途中スタートが存在するが、SFC版では途中スタートは廃止されている｡
SFC版では、敵の仕様が前作の裏面相当となっており、クリボーがメットに変更され、各敵の歩行速度が速くなる。ただし、8-4までをワープありでクリアしてワールド9を経由せずにA-1に突入すると、ファミコン版（表面）と同じ仕様となる（しかしこの場合でもセーブして再開すると裏面の仕様になるため、注意が必要である）。

### ゴール時のボーナス

#### 通常ステージ（エリア1～3、および9-4）
花火
本作では花火が打ち上がる法則が変更された。ゴール時にコイン枚数の一の位とタイムの一の位が同じになった場合に花火が上がる（奇数の場合3発、偶数の場合6発）。
1UPボーナス
コイン枚数の一の位と十の位を揃えて（いわゆるぞろ目、コインを全く取っていない「00枚」の状態も含む）、ゴール時にタイムの一の位がそれらと同じ数字であった場合は1UPする。この時は掴まった場所の高さによる得点ボーナスはないが、同時に花火の条件も満たしているため、花火は通常と同じように打ち上がる。

#### クッパ城ステージ（エリア4、ただし9-4を除く）
タイムボーナス
本作ではx-4のクッパ城ステージをクリアした時もタイムボーナスが加算されるようになった。また、残りタイムが0の状態でクリアすると、残りタイムが1,000と見なされ、50,000点のボーナスが入る。
残数ボーナス（最終ステージである8-4とD-4のみ）
ピーチ姫を助けると、残り人数が得点に精算される（1人につき100,000点）。なお、ディスクシステム版で、残り人数が128を超える（1ミスで即ゲームオーバーになる）状態では、残り人数が0と見なされるためこのボーナスは入らない。
SFC版・GBC版では、このボーナスは廃止された。

## 他機種版
| No. | タイトル                                                                 | 発売日                                    | 対応機種               | 開発元             | 発売元 | メディア                              | 備考 |
| --- | ------------------------------------------------------------------------ | ----------------------------------------- | ---------------------- | ------------------ | ------ | ------------------------------------- | --- |
| 1   | スーパーマリオコレクション                                               | 1993年7月14日 1993年8月2日 1993年12月16日 | スーパーファミコン     | 任天堂情報開発本部 | 任天堂 | 16メガビットロムカセット              | |
| 2   | スーパーマリオブラザーズデラックス                                       | 1999年4月30日 1999年7月1日 2000年3月1日   | ゲームボーイカラー     | 任天堂開発第二部   | 任天堂 | ロムカセット                          | 隠しモードとして収録 |
| 3   | ファミコンミニ 21 ディスクシステムセレクション スーパーマリオブラザーズ2 | 2004年8月10日                             | ゲームボーイアドバンス | 任天堂情報開発本部 | 任天堂 | ロムカセット                          | |
| 4   | スーパーマリオブラザーズ2                                                | 2007年4月1日 2007年5月1日                 | Wii                    | 任天堂情報開発本部 | 任天堂 | ダウンロード （バーチャルコンソール） | |
| 5   | スーパーマリオコレクション スペシャルパック                              | 2010年10月21日                            | Wii                    | 任天堂情報開発本部 | 任天堂 | 12cm光ディスク                        | 収録ソフトの一つ （『スーパーマリオコレクション』の移植）                                                                                               |
| 6   | スーパーマリオブラザーズ2                                                | 2012年7月25日                             | ニンテンドー3DS        | 任天堂情報開発本部 | 任天堂 | ダウンロード （バーチャルコンソール） | |
| 7   | スーパーマリオブラザーズ2                                                | 2013年8月8日 2014年1月23日 2014年3月13日  | Wii U                  | 任天堂情報開発本部 | 任天堂 | ダウンロード （バーチャルコンソール） | |
| 8   | スーパーマリオブラザーズデラックス                                       | 2013年12月18日                            | ニンテンドー3DS        | 任天堂             | 任天堂 | ダウンロード（バーチャルコンソール)   | 隠しモードとして収録（『スーパーマリオブラザーズデラックス』の移植)                                                                                     |
| 9   | ファミリーコンピュータ Nintendo Switch Online                            | 2019年4月10日                             | Nintendo Switch        | 任天堂             | 任天堂 | ダウンロード                          | 収録ソフトの一つ |
| 10  | スーパーファミコン Nintendo Classics スーパーマリオコレクション          | 2020年9月3日                              | Nintendo Switch        | 任天堂             | 任天堂 | ダウンロード                          | 収録ソフトの一つ （『スーパーマリオコレクション』の移植）                                                                                               |
| 11  | ゲーム&ウオッチ スーパーマリオブラザーズ                                 | 2020年11月13日                            | ゲーム&ウオッチ        | 任天堂             | 任天堂 | 内蔵ゲーム                            | ファミコン版『スーパーマリオブラザーズ』、ディスクシステム版『スーパーマリオブラザーズ2』の移植および、マリオで遊ぶゲーム＆ウオッチの『ボール』が収録。 |

スーパーファミコン・Wii・スーパーファミコン Nintendo Switch Online『スーパーマリオコレクション』
グラフィックやサウンドをハードに合わせて大幅に強化したリメイク版。セーブデータを4つまで作成可能で、到達したワールドを記録し、途中からプレイすることもできる。タイトル画面には"FOR SUPER PLAYERS"と追記されている。
ゲームボーイカラー『スーパーマリオブラザーズデラックス』
ニンテンドウパワー書き換え専用。リメイクされ、隠しモードとして収録。
ファミコンミニ・バーチャルコンソール・ファミリーコンピュータ Nintendo Switch Online・ゲーム&ウオッチ スーパーマリオブラザーズ
ディスクシステム版の完全移植。
ゲーム&ウオッチ スーパーマリオブラザーズ版は、「無限マリオ」、「ワールド選択」等新要素もある。

## 開発
『ゼルダの伝説』と同様、ロムカセットでの発売も検討されていたが中止となった。

### 広告
テレビコマーシャルでは『ゼルダの伝説』と同時に紹介され、所ジョージと間下このみが出演していた。2人はことごとくゲーム中にミスをする（さらにマリオとリンクに「へたくそ!」とまで言われる）が、「ムカッとくるけどやめられない!」と、ゲームの面白さをアピールしていた。

### スタッフ
- エグゼクティブ・プロデューサー：山内溥
- プロデューサー：宮本茂
- ディレクター・ゲーム・デザイナー：手塚卓志・宮本茂
- プログラマー：中郷俊彦・森田和明
- サウンド・コンポーザー：近藤浩治

## 評価
ゲーム誌『ファミリーコンピュータMagazine』の読者投票による「ゲーム通信簿」での評価は以下の通り20.13点（満25点）となっている。また、同雑誌1991年5月24日号特別付録の「ファミコンディスクカード オールカタログ」では「超難解アクションになって登場」、「マリオのアクションなどの基本システムは、前作と変わらないけど、内容がガラッと変わっているんだ。まず、グラフィックがリアルになったこと、すべての面が変わったこと、そして裏ワールドにも行けることだ。とにかくこのゲームはシリーズの中で一番難しいぞ」と紹介されている。
| 項目 | キャラクタ | 音楽 | 操作性 | 熱中度 | お買得度 | オリジナリティ | 総合  |
| 得点 | 4.50       | 4.09 | 3.84   | 3.78   | -        | 3.92           | 20.13 |

## 関連作品
ゲーム
本作の後に登場したアーケード版『VS.スーパーマリオブラザーズ』や、限定生産された『オールナイトニッポンスーパーマリオブラザーズ』には、本作のシステムやグラフィック、ステージ構成などの要素が一部組み込まれている。
Wii Uで発売された『ファミコンリミックス2』には、本作のゲーム内容の一部を使用したお題が登場するほか、特典として第一作『スーパーマリオブラザーズ』のステージを全て反転させた上で、本作の性能に準拠したルイージをプレイヤーにした『スーパールイージブラザーズ』が収録されている。
音楽
2004年7月22日にサイトロン・デジタルコンテンツより発売された『ファミコン サウンドヒストリーシリーズ「マリオ ザ ミュージック」』内の一作品としてゲーム内音楽が収録されている。
映画
1986年7月20日からアニメ映画『スーパーマリオブラザーズ　ピーチ姫救出大作戦』が松竹系の映画館で上映されたが、同時に本ゲームの攻略法を指南した映画『スーパーマリオブラザーズ2完全攻略法』も上映された。
漫画
漫画『スーパーマリオくん』の作者である沢田ユキオは、漫画化作品『スーパーマリオブラザーズ2』を雑誌『わんぱっくコミック』で連載していた。